# Apple M1 Pro
Der Apple M1 Pro ist ein Arm-basiertes System-on-a-Chip (SoC) von Apple für seine Mac-Computer. Er ist eine Variante des Apple M1. Er wurde am 18. Oktober 2021 zusammen mit dem Apple M1 Max als SoC des MacBook Pro vorgestellt. Der Chip wird im 5-nm-Verfahren vom taiwanischen Unternehmen TSMC gefertigt.

## Design
Die CPU hat sechs bis acht Hochleistungs-Kerne und zwei Energieeffizienz-Kerne. Sie haben die gleiche Architektur wie die Kerne des Apple A14 Bionic. Die GPU enthält 14 oder 16 Kerne.

## Produkte mit M1 Pro
- MacBook Pro (14", 2021)[3]
- MacBook Pro (16", 2021)[4]